# Angel Nafis
Angel Nafis (Michigan, dezembro de 1988) é um poeta americana e artista de recitação. Ela é autora da obra BlackGirl Mansion (Red Beard Press/New School Poetics, 2012). Ela mora no Brooklyn, distrito de Nova Iorque.

## Primeiros anos
Nafis cresceu em Ann Arbor, no Michigan, onde estudou na Huron High School. Ela se dedicou na escola, mas formou-se em 2006. Estava presente no Ann Arbor Youth Poetry Slam Team em 2005 e 2006.
Adepta muçulmana, sua mãe morreu quando ela era jovem, então foi criada por seu pai. A família de seu pai era de Nova Iorque e da Geórgia. A família de sua mãe era de Chicago e Mississippi.

## Vida acadêmica
Nafis obteve seu bacharelado no Hunter College e é candidata ao MFA em poesia no Warren Wilson College.

## Carreira
Nafis é ligada a Fundação Cave Canem, a destinatária de uma residência em Millay Colony, e a fundadora e curadora das leituras e oficinas de escrita do Greenlight Bookstore Poetry Salon.
Com a poeta Morgan Parker, ela dirige o The Other Black Girl Collective, uma dupla de poesia feminista negra que faz turnês internacionais.
Seu trabalho apareceu em veículos como BreakBeat Poets Anthology, Buzzfeed Reader, the Rumpus, Poetry, Requiem for a Paper Bag da FOUND Magazine, Decibels, The Rattling Wall, Union Station Magazine, The Bear River Review, MUZZLE Magazine, Prelude Mag, Sixth Finch e Mosaic Magazine.

## Vida pessoal
Nafis mora no Brooklyn com a artista, escritora e musicista Shira Erlichman, com quem mantém um relacionamento. Juntas, elas fizeram a turnê "Odes for You".
Em junho de 2020, Nafis e centenas de outros poetas assinaram uma carta aberta à Fundação Poetry pedindo a renúncia imediata do presidente Henry Bienen e do presidente do conselho de curadores Willard Bunn III, bem como outras demandas relacionadas à resposta da fundação ao assassinato de George Floyd.

## Prêmios e honrarias
- Ruth Lilly e Dorothy Sargent Rosenberg Poetry Fellowship da Fundação Poetry (2016);[2][22]
- NEA Bolsa de Escrita Criativa[8]

## Obras publicadas

### Livro
- BlackGirl Mansion (Red Beard Press/ New School Poetics, 2012).[2]

### Lista em destaque com lançamento de poesias
| Título da poesia                                                      | Ano  | Lançamento/antologia                                                        | Relançamento/coletado                                                                |
| --------------------------------------------------------------------- | ---- | --------------------------------------------------------------------------- | ------------------------------------------------------------------------------------ |
| "Love on Flatbush Avenue"                                             | 2018 | Black Girl Magic (The BreakBeat Poets Vol. 2), Haymarket Books, 1ª ed. 119. |                                                                                      |
| "Ghazal for Becoming Your Own Country"                                | 2016 | Fundação Poetry                                                             | Black Girl Magic (The BreakBeat Poets Vol. 2), Haymarket Books, 1ª ed. 194.          |
| "When I Realize I'm Wearing My Girlfriend's Ex- Girlfriend's Panties" |      | brooklynpoets.org                                                           |                                                                                      |
| "Woo Woo Roll Deep"                                                   | 2017 | BuzzFeed News                                                               |                                                                                      |
| "Anjo Nafis"                                                          |      | Fundação Poetry                                                             |                                                                                      |
| "Omen to Get Your Ass Up"                                             | 2017 | eles.us                                                                     |                                                                                      |
| "Omen to a Shea Butter"                                               |      | Prelude Mag                                                                 |                                                                                      |
| "Ode a Lois"                                                          |      | Prelude Mag                                                                 |                                                                                      |
| "Ode to Voicemail"                                                    | 2015 | Sixth Finch                                                                 |                                                                                      |
| "Why R&B First Thing In The Morning, Why R&B Above All"               | 2015 | The Rumpus                                                                  |                                                                                      |
| "Angel's Heart Clowns the Ocean"                                      |      | Muzzle Magazine                                                             | Apresentado no Bowery Poetry Club em 2011 Arquivado em 2020-06-26 no Wayback Machine |
| "King of Kreations"                                                   | 2018 | poet.org                                                                    |                                                                                      |
| "Angel's Heart Reasons with Her Dad"                                  |      | Muzzle Magazine                                                             |                                                                                      |
| "I Know I'm Pretty Cuz The Boys Tel Me So"                            | 2007 | The Bear River Review                                                       |                                                                                      |
| "Directions to Finding You"                                           | 2009 | Requem For a Paper Bag Anthology                                            |                                                                                      |
| "Tarbaby Fly"                                                         | 2012 | The Rattling Wall                                                           |                                                                                      |
| "Open"                                                                | 2012 | The Rattling Wall                                                           |                                                                                      |
| "Ghazal for My Sister"                                                | 2013 | Mosaic Magazine                                                             | The BreakBeat Poets Anthology (Haymarket Books, 2015)                                |
| "Betty Boop"                                                          | 2013 | Mosaic Magazine                                                             |                                                                                      |
| "Legend"                                                              | 2015 | The BreakBeat Poets Anthology (Haymarket Books, 2015)                       |                                                                                      |
| "Gravity"                                                             | 2015 | The BreakBeat Poets Anthology (Haymarket Books, 2015)                       |                                                                                      |
| "Conspiracy"                                                          | 2015 | The BreakBeat Poets Anthology (Haymarket Books, 2015)                       |                                                                                      |